# サーティース・TS14
サーティース・TS14 (Surtees TS14) は、サーティースが1972年および1973年のF1世界選手権に投入したフォーミュラ1カー。ジョン・サーティースによって設計された。

## レース戦績

### 1972
TS14は1972年イタリアグランプリでデビューした。チームオーナー兼ドライバーのジョン・サーティースにのみ用意されたが、燃料システムのトラブルでリタイアとなっている。カナダグランプリではTS14は使用されず、最終戦のアメリカグランプリでは2台準備され、サーティースに加えてティム・シェンケンもドライブした。決勝はサーティースがエンジンが不足したためスタートできず、シェンケンもサスペンショントラブルでリタイアとなった。

### 1973
1973年、チームはTS14をTS14Aにアップデートし、ドライバーラインナップも元オートバイ世界チャンピオンのマイク・ヘイルウッドとブラジル人ドライバーのホセ・カルロス・パーチェが起用された。開幕戦のアルゼンチングランプリでは両者とも同じ周回数でリタイアしている。ヘイルウッドはサスペンショントラブル、パーチェはハーフシャフト破損が原因であった。ブラジルグランプリではヘイルウッドはギアボックストラブル、パーチェはサスペンショントラブルでリタイアした。南アフリカグランプリでは両名ともアクシデントでリタイアしている。パーチェはタイヤがパンクし、ヘイルウッドはクレイ・レガツォーニのBRMと衝突した。レガツォーニ車は炎上し、レガツォーニは意識不明のまま車に取り残された。ヘイルウッドは炎の中に飛び込み、レガツォーニのベルトを外して彼を車から引きずり出した。ヘイルウッドはこの勇敢な行動で後にジョージ・メダルを授与された。レガツォーニは病院に搬送されたが、軽度の火傷で済んでいる。スペイングランプリでもヘイルウッドはオイル漏れ、パーチェはハーフシャフト破損と両者共にリタイアとなっている。ベルギーグランプリではパーチェが8位で完走したが、ヘイルウッドはアクシデントのためリタイアした。モナコでは逆にヘイルウッドが8位で完走、パーチェはハーフシャフトが破損しリタイアした。スウェーデングランプリではヘイルウッドがタイヤトラブルでリタイアし、パーチェは10位で完走した。フランスグランプリではヘイルウッドがオイル漏れでリタイアし、パーチェは13位で終わった。イギリスグランプリではヨッヘン・マスがサードドライバーとして加わったが、3名ともスタート直後の多重事故のためリタイアした。この事故に巻き込まれながら逃れることができたのはシャドウのグラハム・ヒルのみであった。オランダグランプリではヘイルウッドは電気系統のトラブルでリタイア、パーチェは7位で完走した。第11戦ドイツグランプリでは再びマスが加わり3台体制となった。このレースでは3名とも完走、パーチェが4位、マスが7位、ヘイルウッドが14位となる。オーストリアグランプリは2台体制に戻り、パーチェが3位に入りヘイルウッドは10位となった。イタリアグランプリはヘイルウッドが7位、パーチェはタイヤトラブルでリタイア、カナダグランプリではヘイルウッドが9位、パーチェはホイールのトラブルでリタイアとなった。最終戦アメリカグランプリも3台体制となったが、パーチェとヘイルウッドはサスペンショントラブル、マスはエンジントラブルでリタイアした。

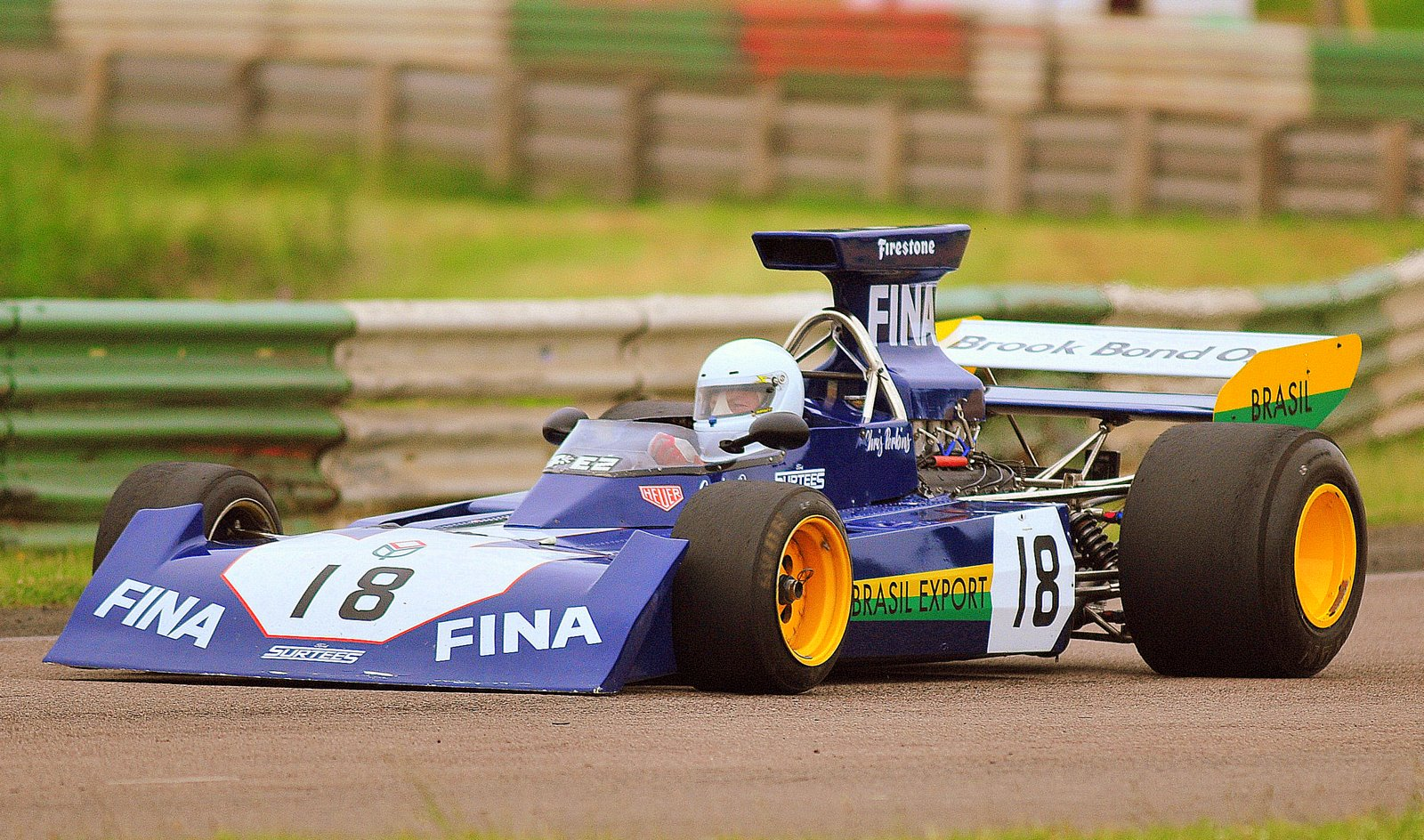
1973年型TS14 マロリー・パークで、2009年

チームは1974年シーズン、TS14に代えてTS16を投入した。

## F1における全成績
(key) （斜体はファステストラップ）
| 年     | チーム                                       | シャシー | エンジン                      | タイヤ | ドライバー               | 1   | 2   | 3   | 4   | 5   | 6   | 7   | 8   | 9   | 10  | 11  | 12  | 13  | 14  | 15  | ポイント | 順位 |
| ------ | -------------------------------------------- | -------- | ----------------------------- | ------ | ------------------------ | --- | --- | --- | --- | --- | --- | --- | --- | --- | --- | --- | --- | --- | --- | --- | -------- | ---- |
| 1972年 | チーム・サーティース                         | TS14     | フォード コスワースDFV 3.0 V8 | F      |                          | ARG | RSA | ESP | MON | BEL | FRA | GBR | GER | AUT | ITA | CAN | USA |     |     |     | 181      | 5位1 |
| 1972年 | チーム・サーティース                         | TS14     | フォード コスワースDFV 3.0 V8 | F      | ジョン・サーティース     |     |     |     |     |     |     |     |     |     | Ret |     | DNS |     |     |     | 181      | 5位1 |
| 1972年 | チーム・サーティース                         | TS14     | フォード コスワースDFV 3.0 V8 | F      | ティム・シェンケン       |     |     |     |     |     |     |     |     |     |     |     | Ret |     |     |     | 181      | 5位1 |
| 1973年 | ブルック・ボンド オクソ チーム・サーティース | TS14A    | フォード コスワースDFV 3.0 V8 | F      |                          | ARG | BRA | RSA | ESP | BEL | MON | SWE | FRA | GBR | NED | GER | AUT | ITA | CAN | USA | 7        | 7位  |
| 1973年 | ブルック・ボンド オクソ チーム・サーティース | TS14A    | フォード コスワースDFV 3.0 V8 | F      | マイク・ヘイルウッド     | Ret | Ret | Ret | Ret | Ret | 8   | Ret | Ret | Ret | Ret | 14  | 10  | 7   | 9   | Ret | 7        | 7位  |
| 1973年 | ブルック・ボンド オクソ チーム・サーティース | TS14A    | フォード コスワースDFV 3.0 V8 | F      | ホセ・カルロス・パーチェ | Ret | Ret | Ret | Ret | 8   | Ret | 10  | 13  | Ret | 7   | 4   | 3   | Ret | Ret | Ret | 7        | 7位  |
| 1973年 | チーム・サーティース                         | TS14A    | フォード コスワースDFV 3.0 V8 | F      | ヨッヘン・マス           |     |     |     |     |     |     |     |     | Ret |     | 7   |     |     |     | Ret | 7        | 7位  |

^1 すべてのポイントをサーティース・TS9Bが獲得した。

## ノンタイトル戦における全成績
(key) （太字はポールポジション）
（斜体はファステストラップ）
| 年     | チーム                                       | エンジン                      | ドライバー               | タイヤ | 1   | 2   |
| ------ | -------------------------------------------- | ----------------------------- | ------------------------ | ------ | --- | --- |
| 1973年 | ブルック・ボンド オクソ チーム・サーティース | フォード コスワースDFV 3.0 V8 |                          | F      | ROC | INT |
| 1973年 | ブルック・ボンド オクソ チーム・サーティース | フォード コスワースDFV 3.0 V8 | マイク・ヘイルウッド     | F      | Ret | Ret |
| 1973年 | ブルック・ボンド オクソ チーム・サーティース | フォード コスワースDFV 3.0 V8 | ホセ・カルロス・パーチェ | F      | DNA | Ret |

## 参照
1. ↑  “Surtees Ford”.   Stats F1. 2016年2月27日閲覧。
2. ↑  “Surtees TS14”.   Jonathan Davies. 2016年2月27日閲覧。
3. ↑  “Grand Prix results, Italian GP 1972”. grandprix.com. 2016年5月13日閲覧。
4. ↑  “Grand Prix results, United States GP 1972”. grandprix.com. 2016年5月13日閲覧。
5. ↑  “Grand Prix results, Argentine GP 1973”. grandprix.com. 2016年5月13日閲覧。
6. ↑  “Grand Prix results, Brazilian GP 1973”. grandprix.com. 2016年5月13日閲覧。
7. ↑  “Grand Prix results, South African GP 1973”. grandprix.com. 2016年5月13日閲覧。
8. ↑  “Grand Prix results, Spanish GP 1973”. grandprix.com. 2016年5月13日閲覧。
9. ↑  “Grand Prix results, Belgian GP 1973”. grandprix.com. 2016年5月13日閲覧。
10. ↑  “Grand Prix results, Monaco GP 1973”. grandprix.com. 2016年5月13日閲覧。
11. ↑  “Grand Prix results, Swedish GP 1973”. grandprix.com. 2016年5月13日閲覧。
12. ↑  “Grand Prix results, French GP 1973”. grandprix.com. 2016年5月13日閲覧。
13. ↑  “Grand Prix results, British GP 1973”. grandprix.com. 2016年5月13日閲覧。
14. ↑  “Grand Prix results, Dutch GP 1973”. grandprix.com. 2016年5月13日閲覧。
15. ↑  “Grand Prix results, German GP 1973”. grandprix.com. 2016年5月13日閲覧。
16. ↑  “Grand Prix results, Austrian GP 1973”. grandprix.com. 2016年5月13日閲覧。
17. ↑  “Grand Prix results, Italian GP 1973”. grandprix.com. 2016年5月14日閲覧。
18. ↑  “Grand Prix results, Canadian GP 1973”. grandprix.com. 2016年5月14日閲覧。